# Autostrada A314 (Franța)
Autostrada A314 este o scurtă autostradă franceză, ramificație a autostrăzii A4, care conectează aceasta din urmă, venind dinspre Strasbourg, cu orașul Metz.
Este concesionată companiei Sanef și integrată în sistemul de taxare deschis al autostrăzii A4 (în direcția Strasbourg), până la intersecția cu A315.

## Istoric
- 1966 (5 august): Declararea utilității publice[n 1][1].
- 1968 (17 iulie): Concesionarea către Sanef.
- 1971 (1 iulie): Darea în folosință sub denumirea de autostradă A32.
- 1982: Renumerotarea ca A314.

## Traseu
| De la A4 la A315: secțiune cu taxare (parte din sistemul deschis al autostrăzii A4), concesionată companiei Sanef. | |      |
| A4 E25 E50 | |      |
| Intersecție | Nod rutier între A4 și A314: Saint-Avold, Saarbrücken, Strasbourg (nod rutier parțial).                                                                                         | A4   |
| A314 | |      |
| Intersecție | Nod rutier între A315 și A314: Paris, Luxemburg, Thionville; Nancy, Château-Salins, Aeroportul Metz–Nancy–Lorraine, Metz-Technopôle, Saint-Avold-Actipôle (nod rutier parțial). | A315 |
| De la A315 către Metz: secțiune gratuită concesionată companiei Sanef.                                             | |      |
| A314 | |      |
| M603 | |      |